# ماسیمو مارینو (مجری تلویزیون)
ماسیمو مارینو (ایتالیایی: Massimo Marino؛ ‏ ۶ فوریهٔ ۱۹۶۰ – ۱۹ آوریل ۲۰۱۹) یک هنرپیشه و مجری تلویزیون اهل ایتالیا بود.
از فیلم‌ها یا مجموعه‌های تلویزیونی که وی در آن‌ها نقش داشته‌است می‌توان به تابستانی کنار دریا و ازدواج در پاریس اشاره نمود.